# Burt Topper
Pour les articles homonymes, voir Topper.
Burt Topper, né le 31 juillet 1928 à New York, mort le 3 avril 2007 à Los Angeles, est un producteur, réalisateur, scénariste et acteur américain.

## Filmographie

### Réalisateur
- 1958 : War Hero
- 1958 : Hell Squad
- 1959 : Tank Commandos
- 1959 : Diary of a High School Bride
- 1963 : Héros de guerre (War Is Hell)
- 1964 : Le Tueur de Boston (The Strangler)
- 1969 : The Devil's 8 (en)
- 1971 : The Hard Ride (en)
- 1976 : The Day the Lord Got Busted

### Producteur
- 1958 : Hell Squad
- 1959 : Tank Commandos
- 1959 : Diary of a High School Bride
- 1963 : Héros de guerre (War Is Hell)
- 1965 : Space Probe Taurus
- 1966 : Fireball 500 (en)
- 1967 : Thunder Alley
- 1967 : Les Anges de l'enfer (Devil's Angels)
- 1968 : Les Troupes de la colère (Wild in the Streets)
- 1969 : The Devil's 8 (en)
- 1971 : The Hard Ride (en)
- 1976 : The Day the Lord Got Busted
- 1979 : C.H.O.M.P.S.

### Scénariste
- 1958 : Hell Squad
- 1959 : Tank Commandos
- 1959 : Diary of a High School Bride
- 1960 : The Wild Ride
- 1963 : Héros de guerre (War Is Hell)
- 1971 : The Hard Ride (en)

### Acteur
- 1958 : No Place to Land : Miles Colby
- 1959 : Les Pillards de la prairie (Plunderers of Painted Flats) : Bart
- 1963 : Héros de guerre (War Is Hell) : Lt. Hallen